# Provincia di Aymaraes
La provincia di Aymaraes è una provincia del Perù nella regione di Apurímac. Ha come capoluogo la città di Chalhuanca.

## Distretti
La provincia di Aymaraes comprende 17 distretti:
- Chalhuanca
- Capaya
- Caraybamba
- Chapimarca
- Colcabamba
- Cotaruse
- Ihuayllo
- Justo Apu Sahuaraura
- Lucre
- Pocohuanca
- San Juan de Chacña
- Sañayca
- Soraya
- Tapairihua
- Tintay
- Toraya
- Yanaca